# Genesis (космічний апарат)

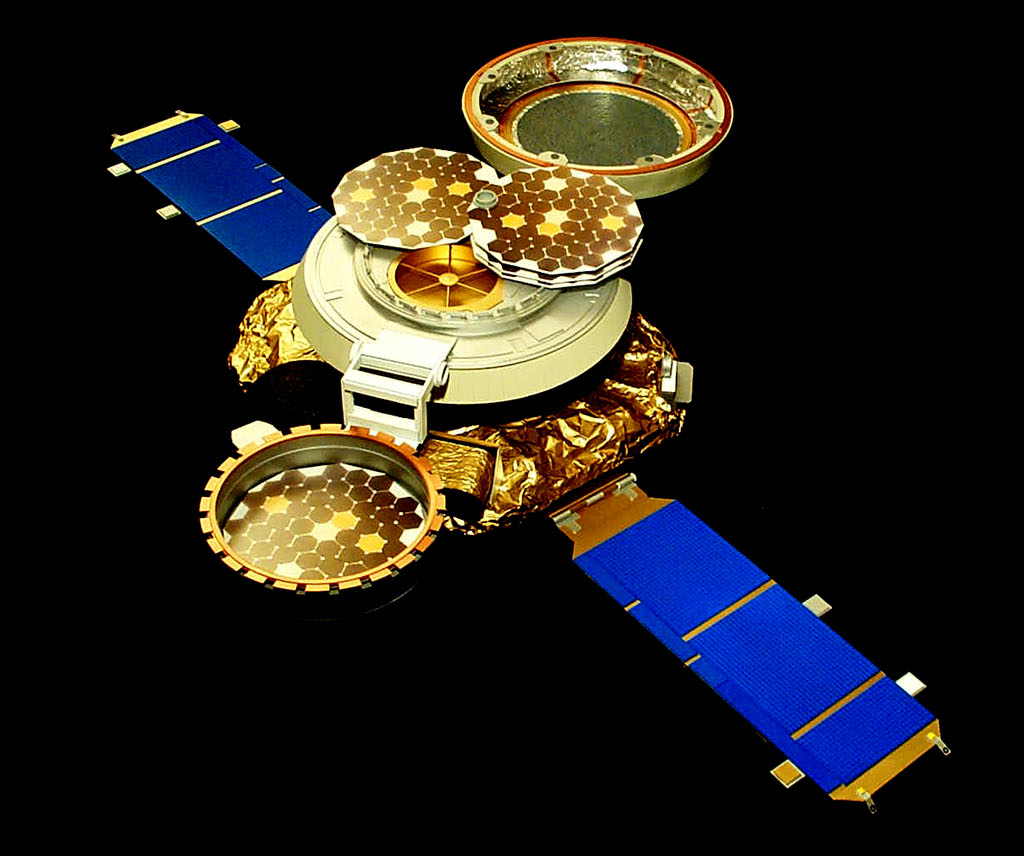
Genesis

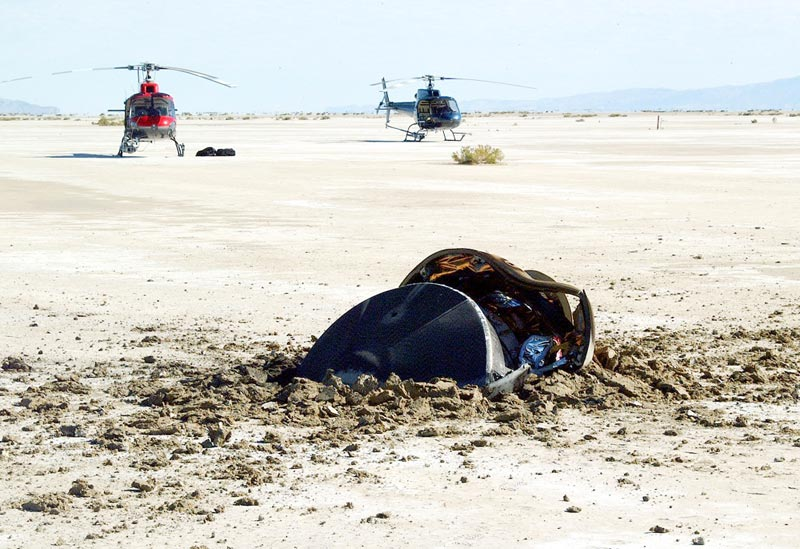
Місце краху капсули

Genesis — космічний апарат НАСА, призначений для збору і доставки на Землю зразків сонячного вітру. Був запущений 8 серпня 2001, повернувся на Землю 8 вересня 2004. Через помилку при встановленні одного з датчиків прискорення приземлення відбулось нештатно — парашут не розкрився і капсула зі зразками на високій швидкості врізалась у землю. Тим не менш, після аналізу уламків вченим вдалось отримати деяку кількість зразків.

## Траєкторія

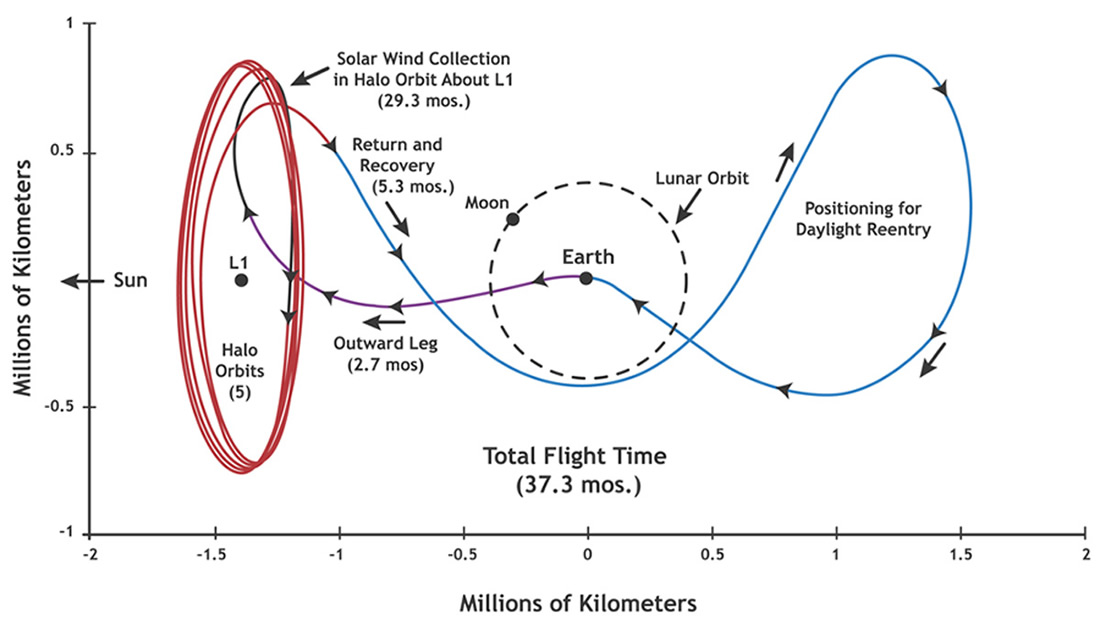
Спрощене уявлення траєкторії Genesis (відображена двовимірна проєкція складної тривимірної траєкторії.

Місія Genesis використала унікальну орбіту, на проектування якої пішло 3 роки. Після зльоту виконувалось єдине включення маршових двигунів, яке виводило апарат на орбіту Ляпунова довкола точки Лагранжа L1 системи Земля-Сонце. Впродовж трьох років апарат здійснив 4 оберти на цій орбіті, не вмикаючи навіть коригуючі двигуни, щоб не забруднювати зразки. Потім апарат, у відповідності з вибраною траєкторією і без вмикання маршового двигуна, здійснив п'ятимісячний переліт дальністю понад 3 млн км до точки L2, облетів її і за допомогою гравітації Місяця і вийшов на посадкову траєкторію..